# Розов шум
Розовия шум или шумът 1/ƒ (на английски: Pink noise) е сигнал или процес с честотен спектър чиято спектрална плътност на мощността е обратно пропорционална на честотата. При розовия шум всяка октава носи еднакво количество мощност на шума. Името произлиза от това че този шум е посреден между белия шум (1/ƒ0) и червения шум (1/ƒ2), който е по известен като шум на Браун.
В научната литература терминът шум 1/ƒ е използван в малко по-свободен вид при описа на всякакъв шум със спектрална плътност на мощността от вида
{\displaystyle S(f)\propto 1/f^{\alpha }}
където ƒ е честотата и 0 < α < 2, но обикновено α е близко до 1. Тези шумове подобни на "1/ƒ" се срещат широко в природата и са източник на значителен интерес в много области.
Терминът трептящ шум или фликер шум (на английски: flicker noise) понякога е използван за отбелязване на шум 1/ƒ, въпреки че това е подходящо да се прилага само при неговото съществуване в електронни устройства поради правия ток. Манделброт (Mandelbrot) и Ван Нес (Van Ness) предлагат името фрактичен шум (наричан понякога фрактален шум) да подчертаят че експонентът на спектъра може да приема нецели числови стойности и да е тясно свързан с частично Брауново движение, но терминът е много рядко употребяван.
|  | Тази страница частично или изцяло представлява превод на страницата Pink noise в Уикипедия на английски. Оригиналният текст, както и този превод, са защитени от Лиценза „Криейтив Комънс – Признание – Споделяне на споделеното“, а за съдържание, създадено преди юни 2009 година – от Лиценза за свободна документация на ГНУ. Прегледайте историята на редакциите на оригиналната страница, както и на преводната страница, за да видите списъка на съавторите. ВАЖНО: Този шаблон се отнася единствено до авторските права върху съдържанието на статията. Добавянето му не отменя изискването да се посочват конкретни източници на твърденията, които да бъдат благонадеждни. |